# Петршичек, Владимир
Владимир Петршичек (чеш. Vladimír Petříček; род. 17 июня 1948[…], Libiš) — чешский гребной рулевой, выступавший за сборные Чехословакии и Чехии по академической гребле в 1969—2001 годах. Серебряный и бронзовый призёр летних Олимпийских игр в Мюнхене, чемпион Европы, обладатель бронзовой медали чемпионата мира, многократный победитель и призёр первенств национального значения.

## Биография
Владимир Петршичек родился 17 июня 1948 года посёлке Либиш, Чехословакия.
Впервые заявил о себе в академической гребле на международном уровне в сезоне 1969 года, когда вошёл в состав чехословацкой национальной сборной и выступил на чемпионате Европы в Клагенфурте — в зачёте распашных рулевых двоек превзошёл здесь всех соперников и завоевал золотую медаль.
В 1971 году на чемпионате Европы в Копенгагене стал шестым в четвёрках и седьмым в восьмёрках.
Благодаря череде удачных выступлений удостоился права защищать честь страны на летних Олимпийских играх 1972 года в Мюнхене. В составе распашного четырёхместного экипажа, куда также вошли гребцы Карел Неффе, Владимир Янош, Франтишек Провазник и Отакар Маречек, в решающем финальном заезде финишировал третьим позади команд из ФРГ и ГДР, завоевав тем самым бронзовую олимпийскую медаль. В двойках совместно с Олдржихом Свояновским и Павлом Свояновским получил серебро, пропустив вперёд экипаж из Восточной Германии.
После мюнхенской Олимпиады Петршичек остался действующим рулевым и продолжил принимать участие в крупнейших международных регатах. Так, в 1973 году он выиграл бронзовую медаль в распашных рулевых четвёрках на чемпионате Европы в Москве.
В 1974 году побывал на чемпионате мира в Люцерне, откуда привёз награду бронзового достоинства, выигранную в двойках.
В 1975 году стал пятым в четвёрках на чемпионате мира в Ноттингеме.
В 1976 году стартовал на Олимпийских играх в Монреале — на сей раз занял в главном финале четырёхместных лодок четвёртое место, до призовой позиции ему не хватило около трёх секунд.
Один из последних значимых результатов на международной арене за Чехословакию показал в сезоне 1977 года, когда в рулевых четвёрках финишировал пятым на чемпионате мира в Амстердаме.
Спустя много лет Владимир Петршичек вошёл в состав национальной сборной Чехии, участвовал в чемпионатах мира 2000 года в Загребе и 2001 года в Люцерне, но в обоих случаях сумел квалифицироваться лишь в утешительные финалы В программы распашных двоек и занял итоговые восьмые места.